# Cosaques du Ienisseï

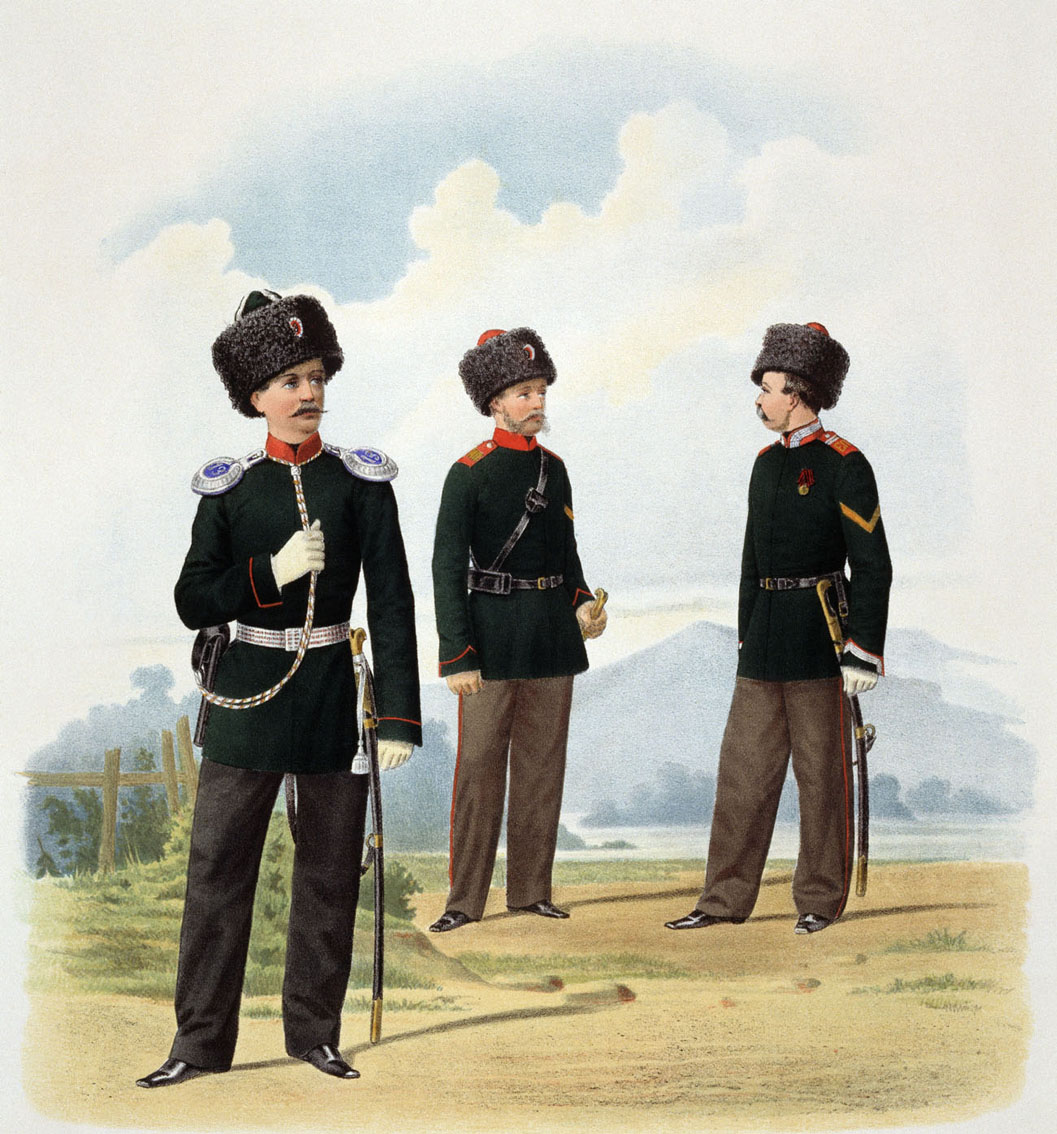
De gauche à droite : Cosaque de l'infanterie de Transbaïkalie, cavaliers cosaques d'Irkoutsk et du Ienisseï, 1867.

Les cosaques du Ienisseï (en russe : Енисейские казаки́) sont une communauté cosaque de l’Empire russe située sur le cours du Ienisseï, en Sibérie. C'est une branche des Cosaques de Sibérie qui remonte à la fondation du fort de Ienisseïsk en 1619.

## Histoire
L’histoire des Cosaques du Ienisseï est liée à la conquête de la Sibérie depuis le XVIIe siècle. Ils fondent le fort de Krasnoïarsk en 1628 et en 1648 le cosaque du Ienisseï Simon Dejnev découvre le détroit de Béring.
En 1822, l'organisation des Cosaques est réglementée et structurée en régiments et stanitsas. Les régiments sont chargés de contrôler les régions éloignées, les stanitsas mettent en valeur les terres. Tous les Cosaques sont soumis aux autorités civiles (gouverneur du Ienisseï), administrés par un ataman et remplissent des fonctions de police (notamment le convoyage des bagnards et la chasse aux fugitifs). Un régiment de cavalerie cosaque est créé en 1851.
En 1871, l'armée cosaque du Ienisseï est dissoute, les Cosaques deviennent de simples paysans à l'exception d'un petit nombre qui forme la sotnia cosaque de Krasnoïarsk.
Lors de la guerre russo-japonaise de 1904-1905, les Cosaques fournissent une division de trois sotnias à l'armée impériale russe.
Le 25 mai 1917 (7 juin dans le calendrier grégorien), une assemblée locale décide de reformer l'armée cosaque du Ienisseï qui existe jusqu'à la suppression de toutes les entités cosaques par le nouveau pouvoir en 1920.
Depuis 1997, les Cosaques du Ienisseï sont reconnus comme Cosaques enregistrés de la fédération de Russie.